# Ejeção de massa coronal

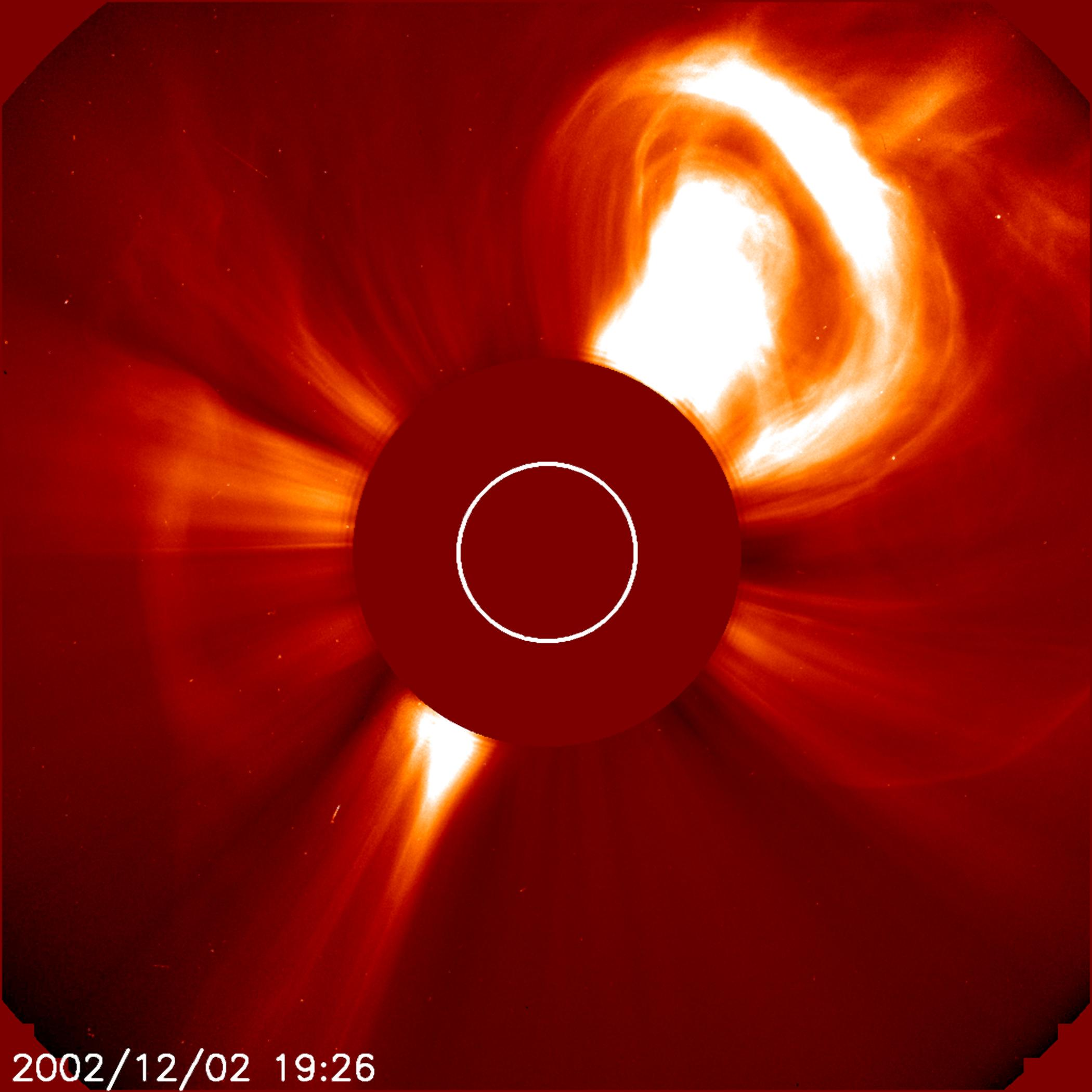
Quando observadas em imagens coronográficas de luz branca, as CMEs às vezes se assemelham a uma lâmpada, possuindo uma camada externa brilhante semelhante a uma lâmpada envolvendo um vazio escuro e uma estrutura interna compacta.

Ejeções de massa coronal (EMC) são grandes erupções de gás ionizado a alta temperatura, provenientes da coroa solar. O gás expelido constitui parte do vento solar e, quando atinge o campo magnético terrestre, pode causar tempestades geomagnéticas, prejudicando os meios de comunicações e estações elétricas.
Frequentemente estão associadas a outras formas de atividade solar, como a erupção solar, mas ainda não há uma relação estabelecida entre esses fenômenos. A maior parte das ejeções origina-se de regiões ativas da superfície solar, como grupos de manchas solares, geralmente associadas a campos magnéticos instáveis distribuídos ao longo do Sol, principalmente no período mais ativo do ciclo solar. Em épocas de máxima atividade solar, são produzidas pelo menos três ejeções de massa coronal por dia, enquanto que em épocas de mínima atividade solar, há apenas uma ejeção a cada cinco dias, em média.

## Descrição
As ejeções liberam grandes quantidades de matéria e de radiação eletromagnética ao espaço. O gás ionizado expelido pode não se afastar da coroa solar (constituindo uma proeminência solar) ou se dirigir para as órbitas planetárias, sendo parte do vento solar. A matéria expelida é um plasma que consiste principalmente de elétrons e prótons, mas pode conter pequenas quantidades de elementos mais pesados, tais como hélio, oxigênio e até mesmo ferro. Estão associadas a grandes mudanças e perturbações do campo magnético coronal.
Geralmente são observadas com um coronógrafo de luz branca.

## Causa
A reconexão magnética, fenômeno associado ao rearranjamento das linhas de campo quando dois campos magnéticos são orientados de modo que um está oposto ao outro, é a responsável pelas ejeções de massa coronal e pelas erupções solares. Esse rearranjamento é acompanhado de uma liberação súbita de energia armazenada nas linhas de campo originais.
No Sol, a reconexão magnética pode ocorrer em regiões de loops compactos de linhas de campo magnético. Essas linhas reconectam rapidamente em loops pouco densos, deixando uma hélice de campo magnético desconectada aos loops originais. A repentina liberação de energia nessa reconexão causa as erupções solares. O campo magnético desconectado e a matéria associada pode se expandir violentamente, causando uma ejeção de massa coronal.
Isso também explica o porquê de as ejeções e as erupções solares normalmente ocorrerem em regiões ativas na superfície solar, onde os campos magnéticos locais são mais fortes do que em outras regiões.

## Impactos na Terra
Quando uma ejeção dirige-se diretamente para a Terra, a onda de choque das partículas energéticas solares causa uma tempestade geomagnética que perturba a magnetosfera terrestre, comprimindo suas linhas de campo no lado voltado para o Sol e expandindo do outro lado, produzindo uma cauda magnética. Quando a magnetosfera reconecta-se em sua região expandida, libera energia na escala de terawatts, que é diretamente direcionada para as camadas mais altas da atmosfera.
As partículas energéticas solares também provocam auroras polares nas regiões próximas aos polos magnéticos terrestres. As tempestades geomagnéticas podem interromper as transmissões de rádio e podem causar danos em satélites e centrais elétricas, possivelmente resultando em blecautes.

## Propriedades físicas
Uma ejeção de massa coronal pode ter uma ou todas das seguintes características: uma cavidade de baixa densidade de elétrons, um núcleo denso (a proeminência, que aparece como uma região brilhante em imagens de coronógrafos, situados na cavidade), e uma frente brilhante.
A maior parte das ejeções originam-se de regiões ativas da superfície, como em grupos de manchas solares, associados com frequentes erupções solares. Essas regiões possuem linhas fechadas de campo magnético, no qual a intensidade desse campo é suficiente para conter o plasma. Essas linhas devem quebrar-se ou enfraquecer-se para que ocorra a ejeção. Contudo, ejeções também podem ocorrer em regiões calmas do Sol, embora em muitos casos, essa região calma tenha sido ativa recentemente. Durante a mínima atividade solar, as ejeções formam-se nos cinturões de corrente próximos ao equador magnético do Sol. Durante a máxima atividade solar, originam-se de regiões ativas cuja distribuição latitudinal é mais homogêneo.
As ejeções de massa coronal podem alcançar velocidade de 20 km/s a 3 200 km/s. A média fica em 489 km/s, baseado em dados da SOHO e da LASCO, entre 1996 e 2003. Os valores dados são apenas o limite mínimo, pois as medidas dos coronógrafos dão apenas a análise de dados em duas dimensões. A frequência das ejeções depende da fase do ciclo solar: ocorre uma ejeção a cada cinco dias durante a mínima atividade solar e 3,5 vezes por dia durante a máxima atividade solar. Esses valores também são limites inferiores porque as ejeções que ocorrem do lado oposto do Sol não podem ser vistos pelos coronógrafos.
O conhecimento atual sobre a cinemática das ejeções indica que o fenômeno inicia-se com uma fase de pré-aceleração caracterizada por um lento movimento de subida, seguido por uma rápida aceleração, em direção ao espaço exterior, que diminui até que a massa perdida se estabilize em uma velocidade próxima da constante. Algumas ejeções, especialmente as mais fracas, não possuem uma fase de forte aceleração, mas a massa perdida acelera sem grandes flutuações e essa diminui até que essa massa ganhe uma velocidade próxima da constante.

## Associação com outros fenômenos solares
As ejeções de massa coronal estão frequentemente associadas com outras formas de atividade solar, como as erupções solares, proeminências eruptivas e sigmoides de raios X, escurecimento coronal (diminuição do brilho da superfície solar em longo prazo), ondas de Moreton, ondas coronais (frentes brilhantes de propagação a partir do local da erupção) e conjuntos pós-eruptivos.
A associação das ejeções com esses fenômenos é comum, mas ainda não é plenamente entendido. Por exemplo, as ejeções e erupções solares são fenômenos próximos, mas ainda há certa confusão sobre esse ponto causado pelos eventos que se originam além do limbo. Para tais eventos, nenhuma erupção pode ser detectado. As erupções mais fracas não estão associadas às ejeções. Algumas ejeções podem ocorrer desatrelada a qualquer erupção, mas estes são mais fracos e mais lentos. Acredita-se que as ejeções e as erupções são causados por um evento em comum, pois o pico de aceleração das ejeções e das erupções coincidem. Em geral, todos esses eventos são resultado da reestruturação de larga escala do campo magnético. A presença ou a ausência de ejeções durante essas reestruturações poderia refletir do ambiente coronal do processo. Por exemplo, a erupção pode ser confinada em uma estrutura magnética sobreposta ou simplesmente ser ejetado, sendo, dessa maneira, parte do vento solar.

## Modelos teóricos
Primeiramente, acreditava-se que as ejeções eram resultado de uma explosão eruptiva. Contudo, logo ficou aparente que muitas ejeções não estão associadas às erupções. As ejeções formam-se inicialmente na coroa solar e sua fonte energética deveria ser magnética.
As energias envolvidas em ejeções são muito altas e é improvável que essas energias pudessem ser dirigidas por campos magnéticos emergentes na fotosfera. Portanto, a maior parte dos modelos de ejeção de massa coronal assumem que a energia é armazenada no campo magnético coronal por um intervalo de tempo e é liberada de repente por alguma instabilidade ou perda de equilíbrio nesse campo magnético. Ainda não há consenso sobre quais desses mecanismos de liberação de energia estão corretos e as observações ainda não são capazes atualmente de coincidir com esses modelos.

## Ejeções interplanetárias
As ejeções normalmente alcançam a Terra entre um e cinco dias após a erupção. Durante a propagação, as ejeções interagem com o vento solar e com o campo magnético interplanetário. Consequentemente, ejeções lentas são aceleradas para a velocidade dos ventos solares e ejeções rápidas são desaceleradas para essa velocidade. Ejeções muito rápidas, com velocidades superiores a 500 km/s, podem formar uma onda de choque, e acontece quando a velocidade da ejeção em uma dada referência é maior do que a velocidade magnetosônica. Tais choques têm sido diretamente observados pelos coronógrafos e estão relacionados a bursts de rádio tipo II. Estas ondas de choque podem se formar tão próximo quanto a dois raios solares da superfície solar. Também estão ligados com a aceleração das partículas energéticas solares.

## Missões de observação solar

### WIND
Em 1 de novembro de 1994, a NASA lançou o WIND, um monitor de vento solar que orbita o Sol no ponto lagrangiano L1 da órbita terrestre, sendo o componente interplanetário do programa Global Geospace Science (GGS) dentro do programa International Solar Terrestrial Physics (ISTP). A espaçonave é um satélite girante com eixo estabilizado que carrega consigo oito instrumentos para medir as partículas do vento solar, desde energias baixas até à faixa de MeV, e radiações eletromagnéticas na faixa do rádio (em torno de 13 MHz) e na faixa dos raios gama. Atualmente é a ferramenta astronômica que possui a maior resolução de tempo, momento angular e energia dentre todos os monitores de vento solar. O WIND é um grande instrumento coletor de informações e seus dados contribuíram para a publicação de mais de 150 artigo somente em 2008, por exemplo.

### STEREO
Em 25 de outubro de 2006, a NASA lançou o STEREO, duas espaçonaves praticamente idênticas que possuem praticamente as mesmas órbitas, mas estão muito separadas angularmente. Esta separação produz imagens estereoscópicas das ejeções e outras atividades solares. A órbita dessas naves são semelhantes à órbita terrestre, mas uma está a frente da Terra em sua órbita enquanto que a outra está atrás. A separação aumentou desde o lançamento, e as duas naves estavam opostas no final de 2010 e começo de 2011.

## História
A maior perturbação geomagnética registrada, resultada presumivelmente de uma ejeção de massa coronal, coincidiu com a primeira observação de uma erupção solar em 1 de setembro de 1859. Esse fenômeno ficou conhecido como o Evento de Carrington ou como a tempestade solar de 1859.
Evento similar foi registrado em 23 de julho de 2012, mas a EMC não estava na direção da Terra. Se tivesse ocorrido 9 dias antes, teria atingido a Terra com consequências catastróficas: destruição de satélites, redes de energia e um prejuízo estimado em cerca de 2 trilhões de dólares.